# Sant’Apollinare
Sant’Apollinare – miejscowość i gmina we Włoszech, w regionie Lacjum, w prowincji Frosinone.
Według danych na rok 2004 gminę zamieszkiwało 1909 osób, 112,3 os./km².